# Saint-Hymetière-sur-Valouse
Saint-Hymetière-sur-Valouse község Franciaország Burgundia-Franche-Comté régiójában, Jura megyében. Új községként 2019. január 1-jén jött létre Chemilla, Cézia, Lavans-sur-Valouse és Saint-Hymetière község egyesítésével. A korábbi községek egyesülésekor az új község lélekszáma 448 fő lett. Lakosainak száma 415 fő (2022. január 1.).

## Népesség
| Lakosok száma | 437  | 438  | 440  | 432  | 423  | 415  |
|               | 2017 | 2018 | 2019 | 2020 | 2021 | 2022 |